# Gungala la vergine della giungla
Gungala la vergine della giungla è un film d'avventura italiano del 1967 diretto da Romano Ferrara e interpretato da Kitty Swan.

## Trama
Due avventurieri senza scrupoli rubano un sacro monile con diamanti dalla tribù degli uomini-leopardo. La regina Gungala e la sua pantera nera cercheranno i due esploratori per recuperare il sacro manufatto e punire i colpevoli.

## Produzione
Il film avrà un seguito l'anno successivo dal titolo Gungala la pantera nuda.

## Distribuzione
- Italia: 21 settembre 1967
- Danimarca: 11 ottobre 1968
- Portogallo: 31 luglio 1970
- Turchia: 10 marzo 1975

### Titoli alternativi
- Gungala, a Pantera Nua (Brasile)
- Tarzanpigen Gungala (Danimarca)
- Gungala, i parthena tis zouglas (Grecia)
- I thea ton kannivalon (Grecia, riedizione)
- To smaragdi tis zouglas (Grecia, video)
- Gungala, a Virgem da Selva (Portogallo)
- Virgin of the Jungle (Stati Uniti)
- Das Dschungelmädchen (Germania Ovest)